# Abronia morenica
El dragoncito de la Sierra Morena (Abronia morenica) es una especie de lagarto escamoso ánguido del género Abronia. Fue descrito por Adam G. Clause, Roberto Luna Reyes y Adrián Nieto Montes de Oca en el año 2020 a partir de un solo holotipo y seis paratipos.

## Etimología
El nombre específico de A. morenica es en referencia al lugar en donde los especímenes fueron encontrados, dentro de la Reserva de la Biósfera La Sepultura en el ejido de la Sierra Morena, Chiapas, lugar de las únicas poblaciones confirmadas.

## Descripción

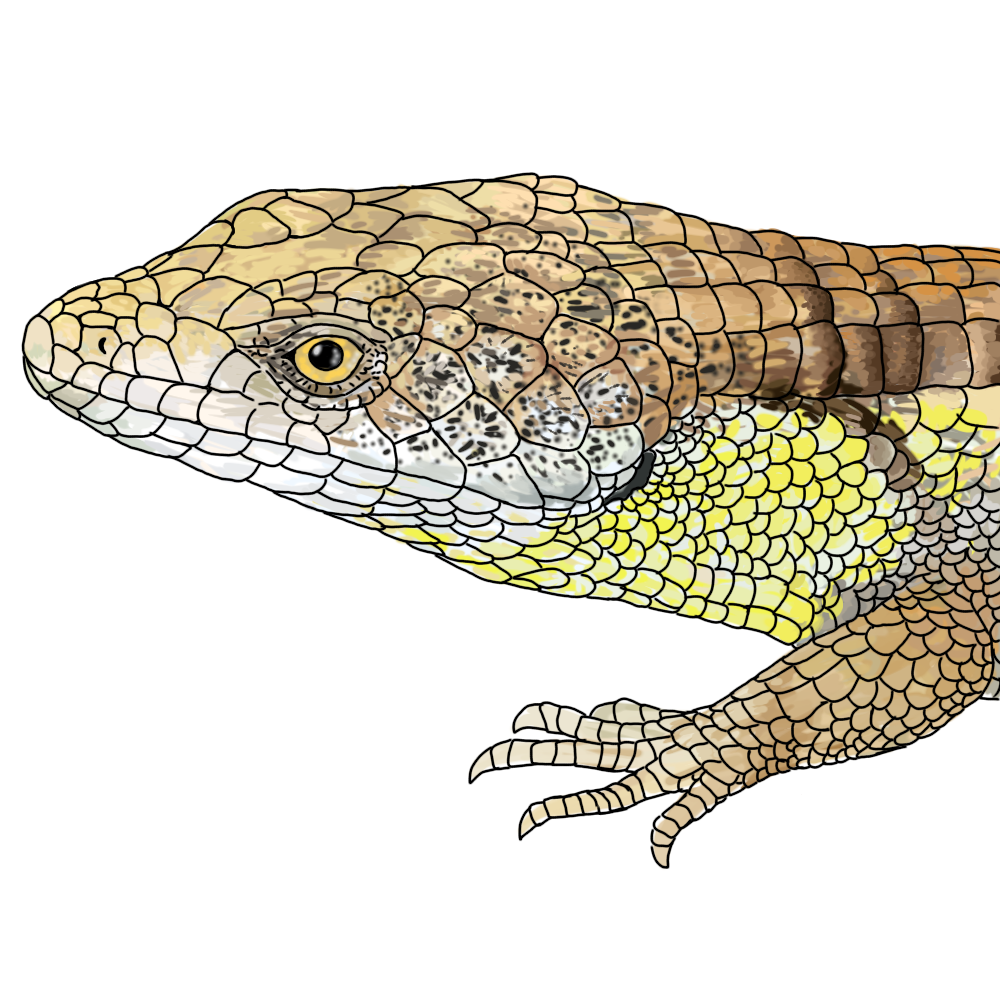
ilustración de un ejemplar.

El dragoncito de la Sierra Morena se puede distinguir de otras especies de dragoncitos por las siguientes características:
- Escamas supra-auriculares granulares, sin protuberancias en forma de "cuernos" ni en forma de espinas como en A. lythrochila;
- Escamas postero-laterales de la cabeza no protuberantes ni en forma de un casco;
- Ausencia de un pliegue lateral de piel en el cuello como en A. graminea;
- De 30 a 35 filas de escamas dorso-transversales;
- Una fila lateral de escamas ventrales agrandadas en relación con la fila medial adyacente;
- El dorso de color marrón con 8 a 10 bandas o franjas transversales oscuras, aunque a menudo son indistinguibles;
- Una "barra" de color oscuro prominente en la superficie lateral del cuello, que se extiende desde el hombro hasta cerca de la abertura auricular.

## Distribución
El holotipo MZFC HE 33487 (número de campo AGC 1318) consiste en un macho adulto recolectado el 3 de agosto de 2018 por Adams G Clause, R. Martínez Padilla y JD Hunt.  Los seis especímenes paratipos fueron recolectados del 29 de julio al 6 de agosto de 2018 y el 21 de julio de 2019; 4 juntos, que consisten en: 
- MZFC-HE 33484 un macho adulto
- MZFC-HE 33485 un macho adulto
- MZFC-HE 33488 un macho subadulto
- MZFC-HE 34400 una cría

todo dentro cerca de 1 km de la localidad tipo en el municipio de Tonalá pero a ambos lados de la División Continental, a 1735–1755 m de elevación. El espécimen MZFC-HE 33486 que consiste en una hembra juvenil de la división continental cerca de 3 km al sur de la cumbre del Cerro Tres Picos, municipio de Villa Corzo (16.178N, 93.608W), a 1800 m de altitud. El espécimen MZFC-HE 33490 consiste en un macho adulto cerca de 1 km al noroeste de la cumbre del Cerro Bola en pendiente interior, municipio de Villa Corzo (16.14°N, 93.60°O), a 1480 m de altitud.